# Marie Madeleine Seebold

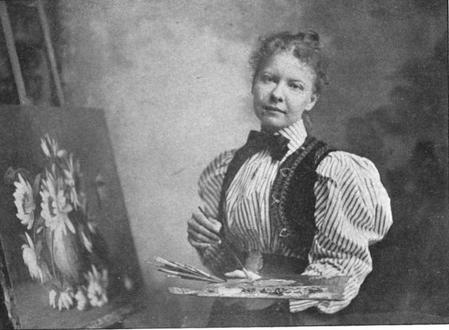
Marie Madeleine Seebold (1896)

Marie Madeleine Seebold, verheiratet Molinary (* 13. August 1866 in New Orleans; † 19. August 1948 ebenda), war eine US-amerikanische Malerin.

## Leben

### Herkunft und Familie
Ihr Vater Frederic William Emile Seebold (* 1833 in Lachem; † 1921 in New Orleans) war ein Kunsthändler, der um 1861 nach New Orleans kam. Nach dem Militärdienst im Sezessionskrieg heiratete er 1865 Lisette, geb. Boehm, und eröffnete ein Kunstgeschäft in New Orleans. Die Galerie und sein Haus waren beliebte Treffpunkte für Bildende Künstler, Schriftsteller und Musiker. Seebold unterstützte viele Künstler und war Gründungsmitglied der örtlichen Kunstvereine Southern Art Union und Artists’ Association of New Orleans.
Marie Madeleine Seebolds jüngerer Bruder Herman Boehm de Bachellé Seebold (1875–1950) war hauptberuflich Arzt, trat aber auch als Illustrator von Zeitschriftenartikeln und Autor der Publikation Old Louisiana Plantation Homes and Family Trees in Erscheinung.
1915 heiratete Marie Madeleine Seebold ihren langjährigen Mentor, den Maler und Restaurator Andres Molinary (1847–1915), kurz bevor er nach längerer Krankheit starb.

### Künstlerischer Werdegang
Marie Madeleine Seebold begann früh mit dem Malen und erhielt mit 11 Jahren ihren ersten Kunstunterricht. Ihre Lehrer waren zunächst Paul Poincy und George David Coulon (1822–1904). Später setzte sie ihre Studien in Kursen der Southern Art Union (Bror Anders Wikstrom (1854–1909), Andres Molinary) und Artists’ Association of New Orleans (1887) fort. Sie studierte bei William Chase in New York, am Art Institute of Chicago und Philadelphia Museum of Art.
In den 1880er Jahren begann Seebold ihre Bilder auszustellen, zunächst auf der Atlanta Exposition (1881) und der American Exposition (1885/1886). Ab 1887 stellte sie regelmäßig in ihrer Heimatstadt aus, insbesondere bei der Artists’ Association of New Orleans und deren Nachfolgeorganisation Art Association of New Orleans. Sie war das zweite weibliche Mitglied der Artists’ Association of New Orleans und wurde 1931 in den Vorstand der Art Association of New Orleans gewählt. Sie saß im Kunstkomitee der World’s Columbian Exposition (1893) und der Cotton States and International Exposition (1895).
Neben ihrer Malerei arbeitete Seebold auch als Restauratorin von Bildern aus privaten Sammlungen, eine Fertigkeit, die sie von Molinary gelernt hatte. Sie leitete außerdem Kunstkurse am Delgado Museum of Art und gab Privatunterricht.
Bis fünf Jahre vor ihrem Tod war Seebold noch künstlerisch tätig. 1948 starb sie im Alter von 82 Jahren.
Von Seebold existieren einige zeitgenössische Bildnisse, so porträtierte Molinary sie mehrfach, aber auch Paul Poincy stellte sie an der Staffelei stehend dar (1890).

## Werk

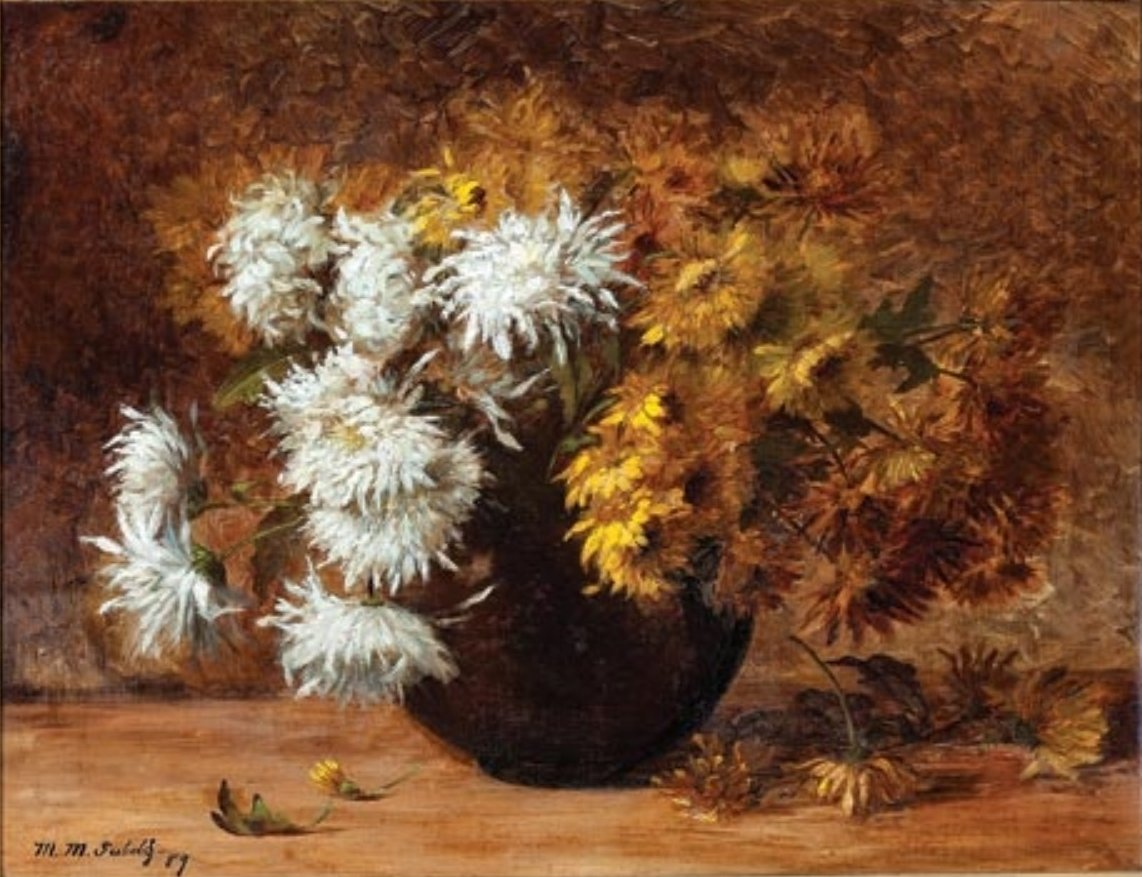
Still Life of Chrysanthemums in Vase, 1889, Öl auf Leinwand

Seebold machte sich hauptsächlich durch ihre Stillleben mit Früchten und Blumen einen Namen und wurde als Flower Painter of New Orleans bezeichnet. Veilchen und Chrysanthemen waren ihre Lieblingsblumen. Sie malte aber auch Porträts, Landschaften und Genrebilder.
Seebold betätigte sich außerdem als Designerin, so gestaltete sie Einladungskarten, Programmhefte und Kulissen für Karnevalfeierlichkeiten (Mardi Gras). Sie bemalte Porzellan und Terrakotta.

## Ausstellungen
- Atlanta Exposition, 1881
- American Exposition, 1885/1886
- Artists’ Association of New Orleans, 1887, 1889–1992, 1894, 1896–1897, 1899, 1901–1902
- Cotton Palace, 1889
- Tulane University, 1892/1893
- World’s Columbian Exposition, 1893
- Tennessee Centential Exposition (Nashville), 1897
- E. Curtis’s Exchange, 1902
- Art Association of New Orleans, 1904–1905, 1907, 1910, 1913–1918
- Arts and Crafts Club of New Orleans, 1922–1926
- Women Artists in Louisiana, 1825–1965: A Place of Their Own., New Orleans Museum of Art, 2009[5]